# إنسكيب
إنسكيب (بالإنجليزية: Enscape)‏ هو برنامج إضافي لتقديم العروض في الوقت الفعلي والواقع الافتراضي. يتم استخدامه بشكل رئيسي في مجالات الهندسة المعمارية والهندسة والبناء ويتم تطويره وصيانته بواسطة Enscape GmbH، التي تأسست في عام 2013 ومقرها في كارلسروه ألمانيا.

## نظرة عامة
البرامج المدعومة حاليًا: 
- ريفيت
- SketchUp
- أركيكاد
- فيكتوروركس